# Дощенко Геннадій Леонідович
Генна́дій Леоні́дович Доще́нко (нар. 28 листопада 1965, м. Кривий Ріг, Дніпропетровська область, Українська РСР — 17 червня 2015, м. Донецьк, Донецька область, Україна) — доброволець Добровольчого українського корпусу, загинув під час російсько-української війни, позивний «Дощ».

## З життєпису
Народився в місті Кривий Ріг Дніпропетровська область, закінчив середню школу № 48.
Здобув вищу освіту в приватному навчальному закладі «Інститут ділового адміністрування». Займався приватним підприємництвом, протягом 2010—2012 років — виконавчий директор приватного навчального закладу «Інститут ділового адміністрування». Був обраний депутатом Тернівської ради Кривого Рогу V-го скликання.
Доброволець, на фронті з початку бойових дій; командир 2-ї штурмової роти 5-го окремого батальйону Добровольчого Українського Корпусу «Правий сектор».
17 червня 2015-го загинув у бою під Донецьком від кулі снайпера — прикрив собою побратима.
Похований 21 червня у Тернівському районі Кривого Рогу, в місті оголошено жалобу.
Залишились мати, дружина та син.

## Нагороди
- як учасник антитерористичної операції указом Президента України, за особисту мужність і самовіддані дії, виявлені у захисті державного суверенітету та територіальної цілісності України, вірність військовій присязі, нагороджений орденом «За мужність» ІІІ ступеня (17.01.2018, посмертно)
- нагороджений нагрудним знаком «За оборону Донецького аеропорту» (посмертно)
- нагороджений нагрудним знаком «Гідність та Честь» (посмертно)

## Вшанування пам'яті
1 вересня 2015 року у криворізькій ЗОШ № 48 відкрито меморіальну дошку випускнику школи Геннадію Дощенку.